# Хатчинс, Галина
Гали́на Ха́тчинс (урожд. Галина Анатольевна Андросович; англ. Halyna Hutchins, укр. Галина Хатчінс; 9 апреля 1979, Городец, Житомирская область, Украинская ССР, СССР — 21 октября 2021, Альбукерке, Нью-Мексико, США) — американский кинооператор и журналистка-расследователь. На её счету работа более чем над тридцатью полнометражными и короткометражными фильмами и телесериалами.

## Биография
Галина Хатчинс родилась в 1979 году в селе Городец Житомирской области Украинской ССР. Отец Анатолий Андросович — военный моряк, служивший в городе Мурманске. Мать — Ольга. Сестра — Светлана, живёт в Индонезии. Семья Галины долгое время проживала на советской военной базе в Арктике, пока не вернулась обратно на Украину.
В 2001 году окончила Национальный аграрный университет с отличием. Затем окончила Киевский национальный университет по специальности «международная журналистика».
До начала кинокарьеры Хатчинс работала журналисткой в Восточной Европе, работала над документальными фильмами в Великобритании. Она переехала в Соединённые Штаты, чтобы сосредоточиться на карьере в кинематографе. С 2013 по 2015 год училась в консерватории Американского института кино, где её наставником был Стивен Лайтхилл. Её дипломный проект «Скрытый», снятый совместно с режиссёром Райаном Фарзадом, был показан на международном кинофестивале Camerimage.
Вышла замуж за Мэттью Хатчинса. Сын — Андрос (8 лет на октябрь 2021).
В 2018 году стала одной из первых восьми женщин-кинематографистов, участвовавших в программе Fox DP Lab, которая была создана для предоставления больших возможностей женщинам-кинематографистам. В 2019 году журнал American Cinematographer назвал её «восходящей звездой» кинематографа. В 2020 году была оператором-постановщиком фильма Адама Иджипта Мортимера «Макс Фист».

### Смерть
21 октября 2021 года, на съёмках вестерна «Раст» в Санта-Фе, штат Нью-Мексико, Галина Хатчинс была смертельно ранена актёром Алеком Болдуином. Оружие, которое использовалось Алеком Болдуином во время съёмок, было заряжено боевыми патронами. От полученного ранения в грудь Галина Хатчинс скончалась по дороге в больницу в Альбукерке. Вместе с Галиной Хатчинс был ранен и режиссёр Джоэл Соуза, но его ранение не было смертельным.
Вечером 23 октября в Civic Plaza в Альбукерке состоялось прощание при свечах в память об операторе. Акцию организовали объединения IATSE Local 600 и IATSE Local 480 из Международного альянса профсоюзов работников театральной сцены.

## Фильмография
- Занесённые снегом (2017)[19]
- A Luv Tale: The Series (2018—2021)[10][20]
- Дорогуша (2019)[19]
- Макс Фист (2020)[19]
- Выстрел вслепую (2020)[21]
- To the New Girl (2020)[10]
- Безумный шляпник (2021)[21]
- Раст (2024)[19][22]

## Наследие
В октябре 2021 года, после смерти Хатчинс, её учителя и друзья из Американского института кино учредили Мемориальный стипендиальный фонд Галины Хатчинс, предназначенный для поддержки образования женщин-кинематографистов. Вдовец Галины Мэтт Хатчинс одобрил проект и попросил всех, кто желает почтить её память, сделать пожертвование в фонд.
Смерть Хатчинс вдохновила на призывы к реформе безопасности оружия на съемочных площадках. Алекси Хоули, продюсер полицейского процедурала «Новичок», подтвердил, что после смерти Хатчинс всё боевое оружие в сериале должно быть заменено на оружие для страйкбола и компьютерные вспышки. Эрик Крипке, шоураннер американского сериала о супергероях «Пацаны», также пообещал запретить холостое и огнестрельное оружие в своем шоу. Кинорежиссёр Бандар Альбуливи позже предложил полностью запретить использование настоящего оружия на съёмочных площадках. Его прошение о создании «Закона Галины» поддержала актриса и режиссёр Оливия Уайлд.